# Nog steeds vies
Nog steeds vies is een lied van de Nederlandse urbanartiest Bizzey in samenwerking met de Nederlandse rappers Dopebwoy en Mula B. Het werd in 2021 als single uitgebracht.

## Achtergrond
Nog steeds vies is geschreven door Hicham Gieskes, Jordan Jacott, Leo Roelandschap, Stephan Boers en Tarik Mazian en geproduceerd door Ramiks. Het is een nummer dat past in het genre nederhop met effecten uit de reggaeton. In het lied zingen en rappen de artiesten over dat ze ondanks hun successen nog steeds hetzelfde zijn als vroeger en dus graag met vrouwen dansen, flirten en "vieze dingen" doen. 
Het is niet de eerste keer dat de drie artiesten met elkaar samenwerken. Eerder waren ze alle drie al te horen op Bom 't. Ook werd er onderling samengewerkt. Bizzey en Dopebwoy deden dit op Salaris en My money en ze herhaalden de samenwerking nogmaals op Heet. Bizzey en Mula B waren naast Bom 't eerder samen te horen op Challas, Ewa, Ass en Fast. De eerdere samenwerking van Dopebwoy en Mula B was op Obesitas en Walou crisis.

## Hitnoteringen
De artiesten hadden bescheiden succes met het lied in Nederland. Het stond op de zeventigste plaats van de Single Top 100 in de enige week dat het in deze hitlijst te vinden was. De Top 40 en haar Tipparade werden niet bereikt.